# 山下保博
山下 保博（やました やすひろ、Yasuhiro YAMASHITA、1960年4月26日 - ）は、日本の建築家。一級建築士事務所アトリエ・天工人（あとりえ・てくと、Atelier Tekuto）を主宰。奄美設計集団、奄美イノベーション株式会社、一般社団法人 しま・ひと・たから、株式会社 伝泊＋工芸、一般社団法人ウェルネス.M等も設立している。
これまで見向きもされない埋もれた素材に着目し、その声を聴き、新しい建築素材と地域活性の材料として再編集することを得意とする。鹿児島県奄美大島の出身であり、現在は故郷で展開している宿泊施設「伝泊」を中心に、さまざまな集落で街づくりに取り組んでいる。

## 来歴・人物
1960年鹿児島県奄美大島生まれ。芝浦工業大学大学院修了後、3つの設計事務所を経て1991年に独立。
2004年にar+d世界新人賞(イギリス)グランプリ、釜山エコセンター(自然博物館)国際設計競技1等、2013年釜石市の設計競技「小白浜地区復興公営住宅その1」を建築家集団TeMaLiにて獲得。LEAF Awards 2013(イギリス）にて3部門の最優秀賞を受賞。1995年の阪神淡路大震災から復興支援を続け、2011年の東日本大震災の復興支援として伊東豊雄と共に「釜石漁師のみんなの家」を創った。
2013年に一般社団法人 地域素材利活用協会を設立し、様々な地域の素材や構法を再編集することにより仕事を生み出し、街づくりに発展させる地域支援活動を行なう。特に鹿児島の火山灰堆積物シラスを含むシラスコンクリートを用いた住宅「R・トルソ・C」は2016年日本コンクリート工学会賞、2017年アメリカコンクリート学会（ACI)賞、2018年国際コンクリート工学連盟(fib)賞を受賞するなど、国内外で高い評価を得ている。
2014年より九州大学客員教授として高齢者施設の研究を実施。
2016年より奄美大島の空き家を改修し、伝統的・伝説的な建築と集落と文化を次の時代につなげるための宿泊施設「伝泊（でんぱく）」を開始。「伝泊」の運営会社奄美イノベーション株式会社を設立。
2018年7月、奄美市笠利町の廃業したスーパーマーケットを改修し、宿泊施設・高齢者施設・食堂・物販を含む地域交流の拠点「伝泊ホテル+まーぐん広場・赤木名」をオープン。伝泊とまーぐん広場の連携した取り組みは翌年2020年9月、国連世界観光機関（UNWTO）が審査する「第 6 回ジャパン・ツーリズム・アワード」にて最優秀賞にあたる国土交通大臣賞と倫理賞の同時受賞を果たした。
2019年5月、「伝泊」を全国展開するための組織、株式会社 伝泊＋工芸を設立。2021年4月にはその初回事例となる「伝泊 小松」がオープン。
2019年11月　奄美在住の個人及び企業、日本航空、IT企業等と街づくりを推進するため、「一般社団法人 しま・ひと・たから」を設立。
2021年4月　医療従事者のためのワーケーション及び個人・企業のワーケーションをサポートするための医療ネットワーク「一般社団法人ウェルネス.M」を設立。
2021年4月　高級ヴィラ「伝泊 The Beachfront MIJORA」に隣接した宿泊レセプション、レストラン＆バー、屋外インフィニティプールとしての機能を持つ「2 waters」をオープンさせ、高級リゾート施設として全体が完成した。

## 略歴
- 1960年　鹿児島県奄美大島で生まれる。
- 1986年　芝浦工業大学大学院工学研究科建設工学修士課程修了後、齋藤裕建築研究所勤務。（株）PANOM、近藤春司建築事務所勤務。
- 1991年　山下海建築研究所設立。
- 1999年　事務所名をアトリエ・天工人（テクト）に改称。
- 2004年　Project1000設立　現：NPO法人 N･C･S設立
- 2007年　東京大学大学院非常勤講師（〜2010年）
- 2008年　東京理科大非常勤講師(〜2010年)
- 2010年　慶應義塾大学大学院非常勤講師（〜2012年）
- 2011年　九州大学非常勤講師（〜2013.3月）
- 2013年　九州大学客員教授（2013.7月〜2019.3月）、一般社団法人地域素材利活用協会設立
- 2014年　Ma 設計事務所、LIFE+shelter associates と統合
- 2015年　奄美設計集団を開設
- 2016年　奄美イノベーション株式会社設立
- 2019年　株式会社 伝泊+工芸 設立
- 2019年　一般社団法人 しま・ひと・たからを設立
- 2021年　一般社団法人ウェルネス.M設立

## 受賞歴
- 2004年　イギリス・ar+d賞2004（国際新人賞/セル・ブリック）、第11回空間デザイン・コンペティション作品部門（金賞/クリスタル・ブリック）
- 2005年　GOOD DESIGN AWARD 2005（グッドデザイン賞/Lucky Drops）
- 2007年　Wallpaper Design Award（the Best Bolthole/チカニウマルコウブツ）、日本建築仕上学会学会賞　作品賞・住宅部門（受賞/aLuminum-House）
- 2008年　INTERNATIONAL ARCHITECTURE AWARD 2008（受賞/チカニウマルコウブツ）、第15回空間デザイン・コンペティション（金賞/TwinBricks、佳作/白いてんとう虫）、ARCHIP ARCHITECTURE AWARD 2008個人住宅Innovationsの部（グランプリ受賞/チカニウマルコウブツ）
- 2009年　平成21年度　日事連建築賞（優秀賞/チカニウマルコウブツ）、第16回空間デザイン・コンペティション（金賞/エチオピア・ミレニウムパビリオン）、2009年度グッドデザイン賞（受賞/システム住宅「Project1000」）
- 2010年　アルミニウム協会賞／主催：（社）日本アルミニウム協会（開発賞/A-ring）、第32回（平成21年度）金沢都市美文化賞（受賞/A-ring）、照明普及賞（優秀施設賞/A-ring）
- 2011年　第18回空間デザイン・コンペティション（最優秀賞/アース・ブリックス）、Green Good Design 2011（Award/A-ring）、第4回サステナブル住宅賞（優秀賞/A-ring）、2011 residential architect design awards　restration/preservation部門（grand award/YA-CHI-YO）
- 2012年　GOOD DESIGN AWARD 2012（グッドデザイン賞/アース・ブリックス）、
- 2013年　第5回サステナブル住宅賞（一般財団法人ベターリビング理事長賞/アース・ブリックス）、木材活用コンクール（優秀賞/バウンダリー・ハウス）、LEAF Awards 2013　3部門　最優秀賞受賞（個人住宅部門 ： バウンダリー・ハウス , サステナブルな開発部門 ： 備蓄倉庫 , 未来の建築部門 ： 釜石市公民館及び復興公営住宅）、日本建築家協会賞 （バウンダリー・ハウス）
- 2014年　平成26年度 日事連建築賞　（日本） 優秀賞 , バウンダリー･ハウス
- 2014年　JIA 建築賞　（日本） 日本建築家協会賞 , バウンダリー･ハウス
- 2014年　International Architecture Awards 2014　（アメリカ, シカゴ） 受賞 , 釜石市公民館及び復興公営住宅
- 2015年　ARCASIA Awards for Architecture 金賞 , バウンダリー･ハウス
- 2016年　日本コンクリート工学会賞　（日本）作品賞 , Ｒ・トルソ・Ｃ
- 2017年　アメリカコンクリート学会 (ACI) 総合部門最優秀賞, 低層部門第１位 , Ｒ・トルソ・Ｃ
- 2018年　国際コンクリート工学連盟 (fib) 賞最優秀作品賞, Ｒ・トルソ・Ｃ
- 2019年　アジア・パシフィック・プロパティ・アワード「ホテル建築部門」「新ホテル建設・デザイン部門」優秀賞, ネストアット奄美ビーチヴィラ
- 2020年　第 6 回ジャパン・ツーリズム・アワード　国土交通大臣賞（最優秀賞）倫理賞, 「集落文化×『伝泊＋まーぐん広場』が創る『日常の観光化』を国内外に展開」
- 2021年　GOOD DESIGN AWARD「グッドデザイン金賞（経済産業大臣賞）」
- 2022年　第12回 地域再生大賞「優秀賞」
- 2022年　LUXURY LIFE STYLE AWARDS 2022「Best Luxury Resort Architecture in Japan」
- 2023年　九州観光まちづくりAWARDS 2023「金賞（「宿（おもてなし）」部門）」

## コンペ
- 2004年　釜山エコセンターのコンペティション/1等
- 2005年　ソウル　パフォーミングアーツセンター国際設計競技/2等
- 2010年　かまいし未来のまちプロジェクト第2号　釜石市災害復興公営住宅プロポーザルSystem Residence in 21st Century Competition, Architectural Design Award (collaboration with Raum Architects/ARAI）/最優秀賞
- 2013年　かまいし未来のまちプロジェクト第2号　釜石市災害復興公営住宅プロポーザルSystem Residence in 21st Century Competition, Architectural Design Award (collaboration with Raum Architects/ARAI）/最優秀賞
- 2014年　瀬戸内町文化会館（仮称）建築基本設計公募型プロポーザル ファイナリスト（Dai建築DESIGNと協同）
- 2014年　（仮称）太田駅北口駅前文化交流施設設計プロポーザル優秀者（次点）
- 2015年　奄美市本庁舎建設基本設計業務 プロポーザル ファイナリスト（株式会社安井建築設計事務所と協同）
- 2015年　天草市本庁舎建設設計業務公募型プロポーザル ファイナリスト（株式会社日総建と協同）

## 主著
- 2009年　天工人(テクト)流―仕事を生み出す設計事務所のつくりかた/彰国社
- 2010年　素材・構法からの建築/彰国社
- 2012年　素材の声を聴く/フリックスタジオ、Tomorrow　- 建築の冒険 -/TOTO出版